# Вондроже-Мале
Вондроже-Мале (пол. Wądroże Małe) — село в Польщі, у гміні Вондрожі-Великі Яворського повіту Нижньосілезького воєводства.
Населення — 203 особи (2011).
У 1975-1998 роках село належало до Легницького воєводства.

## Демографія
Демографічна структура станом на 31 березня 2011 року:
|          | Загалом | Допрацездатний вік | Працездатний вік | Постпрацездатний вік |
| -------- | ------- | ------------------ | ---------------- | -------------------- |
| Чоловіки | 102     | 25                 | 69               | 8                    |
| Жінки    | 101     | 26                 | 58               | 17                   |
| Разом    | 203     | 51                 | 127              | 25                   |